# Антуан Компаньон
Антуа́н Компаньо́н (фр. Antoine Compagnon; нар. 20 липня 1950, Брюссель, Бельгія) — французький літературознавець, професор Коллеж де Франс (2006). Член Французької академії (2022, крісло 35).

## Біографія
Народився у Брюсселі в родині французького генерала Жана Компаньона та бельгійки Жаклін Терлендан. Середню освіту отримав у Національному військовому училищі в Парижі. Потім навчався в паризькій Політехнічній школі та Національній школі мостів та доріг. По закінченні одержав диплом інженера (1970).
Через якийсь час зацікавився літературознавством й став стипендіатом Фонду Тьєра та дослідником в галузях мовознавства та французької літератури в Національному центрі наукових досліджень (1975–1978). З 1977 року навчався в докторантурі та викладав у Політехнічній школі на факультеті гуманітарних та соціальних наук (1978–1985). Учень Ролана Барта.
1981 року викладав в Руанському університеті. З 1985 року був професором в Колумбійського університету. У 1989–1990 роках викладав у Менському університеті (Франція), а в 1994–2006 роках — в Університеті Париж IV.
З 2006 року Компаньон є професором в Колеж де Франс, де обіймає кафедру «Модерної та сучасної французької літератури». Був членом Вищої ради освіти та технології (2006–2011).
Улітку 2012 року вів на каналі радіо «Франс Ентер» щоденну передачу «Літо з Монтенем». Передачі стали основою для книги Компаньона про Мішеля Монтеня, яка мала великий успіх. Улітку 2014 року Компаньон вів щоденну передачу під назвою «Літо з Бодлером»..
Командор Ордена академічних пальмових гілок.
Автор трьох книг прози.

## Твори

### Проза
- Le Deuil antérieur, roman, Seuil, coll. Fiction et Cie, 1979.
- Ferragosto, récit, Flammarion, 1985: " Que reste-t-il de la passion dans l'érotisme, le partage à trois, la jalousie ? Un couple moderne cherche la réponse au cœur des fêtes sensuelles qui le mène de ville en ville. "
- La Classe de rhéto, Gallimard, 2012; Folio, 2014.

### Есеїстика
- La Seconde main ou le travail de la citation, Seuil, 1979.
- Nous, Michel de Montaigne, Seuil, 1980.
- La Troisième République des Lettres, Seuil, 1983.
- Proust entre deux siècles, Seuil, 1989, rééd. 2013.
- Les Cinq Paradoxes de la modernité, Seuil, 1990.
- Chat en poche: Montaigne et l'allégorie, Seuil, 1993.
- Connaissez-vous Brunetière ? Enquête sur un antidreyfusard et ses amis, Seuil, 1997.
- Le Démon de la théorie, Seuil, 1998.
- Baudelaire devant l'innombrable, PUPS, 2003.
- Les Antimodernes, de Joseph de Maistre à Roland Barthes, Gallimard, 2005, prix Pierre-Georges Castex de l'Académie des sciences morales et politiques, prix de la critique de l'Académie française.
- La Littérature, pour quoi faire ? Collège de France / Fayard, 2007.
- Le Cas Bernard Faÿ. Du Collège de France à l'indignité nationale, Gallimard, coll. " La Suite des temps ", 2009.
- Un été avec Montaigne, France Inter / Éditions des Équateurs, 2013 isbn 978-2849902448
- Une question de discipline, entretien avec Jean-Baptiste Amadieu, Flammarion, 2013.

### Колективні праці
- De l'autorité. Colloque annuel du Collège de France, Odile Jacob, 2008.
- Proust: la mémoire et la littérature, Odile Jacob, 2009.
- Morales de Proust, en collaboration avec Mariolina Bertini, Cahiers de Littérature française, n° 9-10, 2010.
- 1966, annus mirabilis. Actes du séminaire donné au Collège de France, Fabula LhT [Архівовано 1 березня 2017 у Wayback Machine.], n°11 [Архівовано 1 березня 2017 у Wayback Machine.], 2013 et Acta fabula [Архівовано 10 вересня 2017 у Wayback Machine.], vol. 14, n° 9 [Архівовано 10 вересня 2017 у Wayback Machine.], 2013.
- Swann le centenaire, en collaboration avec Kazuyoshi Yoshikawa et Matthieu Vernet, Hermann, 2013.

Входить до редакційної колегії таких часописів: Critique, The Romanic Review, Bulletin de la Société des amis de Montaigne, The French Review, Études françaises, Genesis, Technè, L'Année Baudelaire, Revue d'histoire littéraire de la France, Les Cahiers du judaïsme.